# Länsresidenset i Vänersborg

Länsresidenset i Vänersborg ligger på västra sidan av torget i Vänersborg. Ett residens har funnits i staden sedan 1690 efter det att Älvsborgs län ombildats 1679–1680. Länet hade funnits i en annan form sedan 1634.
Fram till  14 december 1997 var det säte för landshövdingen i Älvsborgs län. Vid sammanläggningen av de tre länen, Älvsborgs län, Skaraborgs län samt Göteborgs och Bohus län till Västra Götalands län miste residenset sin ursprungliga funktion.
Byggnaden har fått en ny roll som säte för Regionstyrelsen i Västra Götalandsregionen, vilken sammanträder här omkring 18 gånger per år. Residenset är ett statligt byggnadsminne sedan den 25 januari 1935 och förvaltas därför av Statens Fastighetsverk.

## Historik
Efter kungligt beslut 1642 av drottning Kristinas förmyndarregering flyttades den gamla staden Brätte från sin plats längst in i Vänerns sydligaste vik till säteriet Huvudnäs ägor. Staden fick namnet Vänersborg och blev 1690 residensstad för landshövdingen i Älvsborgs län. Den äldsta delen av residensbyggnaden uppfördes 1754 efter ritningar av Carl Hårleman.
Efter en förödande stadsbrand 1834 utökades tomten för residenset. Det kunde därför fördubblas under 1840-talet vid en om- och tillbyggnad efter ritningar av P. Wallström och Carl Gustaf Blom Carlsson. I samband med att Karl Sigfrid Husberg tillträdde som landshövding 1905 renoverades residenset och elektricitet drogs in. Huset fick även centralvärme 1922.
År 1942 påbörjades ytterligare en stor om- och tillbyggnad av residenset under ledning av Allan Berglund, dåvarande länsarkitekten i Älvsborgs län. Två flyglar uppfördes 1943–1944 och ombyggnaden avslutades 1950 med att bottenvåningen i huvudbyggnaden inreddes som kontor.

## Beskrivning
En trappa upp i den hårlemanska delen av residenset ligger representationsvåningen. Planlösningen från 1700-talet är i allt väsentligt bevarad. Det sydligaste rummet – ursprungligen "Landshöfding-Kammar"  – ändrades till kök och serveringsrum under 1940-talets ombyggnad. Då blev motsvarande rum i tjänarsviten mot torget en del av ekonomiavdelningen.
Det största rummet i våningen är matsalen, som på Hårlemans ritning betecknas som "Sahl". Rummet har numera fått en ansiktslyftning, troligen utförd under renoveringen 1905–1906. En hög panel klär väggarna och vid vardera kortvägg står en gulvit och yppigt dekorerad kakelugn. Modellen på kakelugnen är formgiven av Ferdinand Boberg för Rörstrands utställning på Stockholmsutställningen 1897. Ursprungsmodellen har här fått ett tillägg i form av Älvsborgs läns vapen under en hertigkrona. Boberg kan också ha utformat takrosetten med en krans av glödlampor infällda i stucken på motsvarande sätt som i taket på Operakällaren i Stockholm.
Från matsalen når man "Gustavianska salongen", ett rum som Hårleman betecknade som "Förmak", ett äldre och mer inhemsk beteckning för salong. Rummet är naturligtvis möblerat med gustavianska möbler. Färgsättningen av väggar och snickerier efterliknar det sena 1700-talets rumsinredningar. Det tredje rummet i Hamnsviten är "Älvsborgsrummet", som ursprungligen var sängkammare. Senare blev det landshövdingens arbetsrum. Det står i direkt förbindelse med den stora sessionssalen i tillbyggnaden och därigenom med hela det gamla landsstatshuset. Det nuvarande namnet har rummet på grund av att här hänger verk av flera älvsborgskonstnärer, exempelvis "Aftonlandskap" av Otto Hesselbom.
Framför länsresidenset finns skulpturen Den helige Martin av Carl Milles. Den restes 1951 och är en gåva av Vänersborgs Söners Gille.

## Bildgalleri

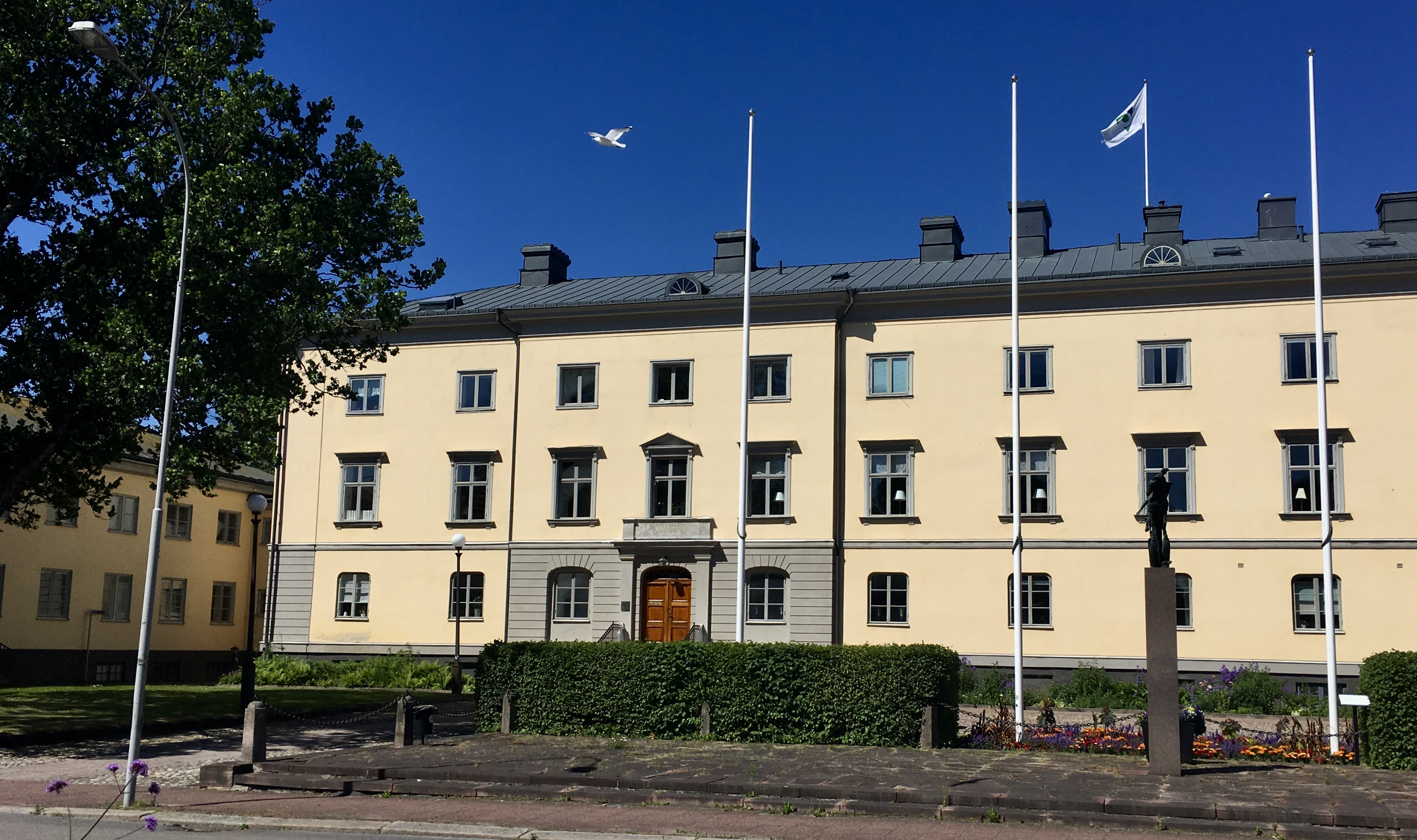
Södra delen av huvudbyggnaden med representationsvåningen (2017).
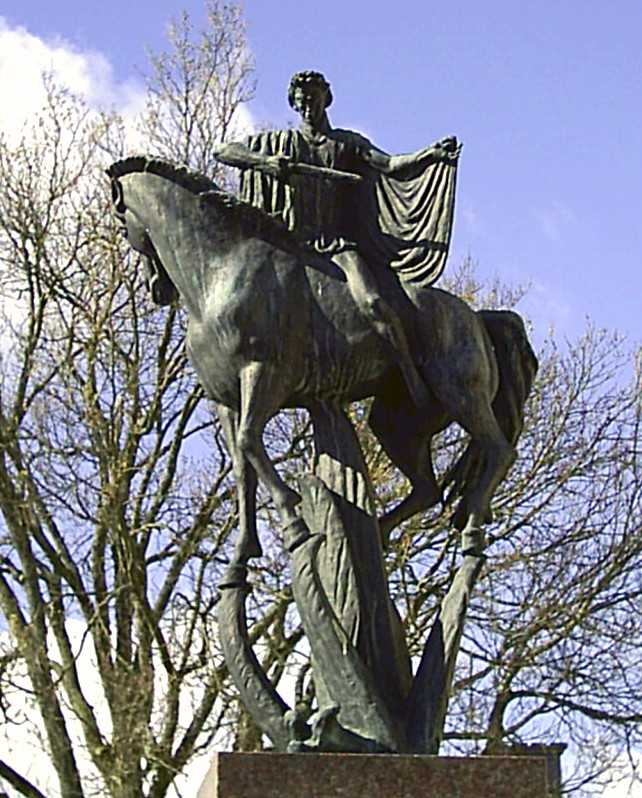
Carl Milles staty vid Residenset.
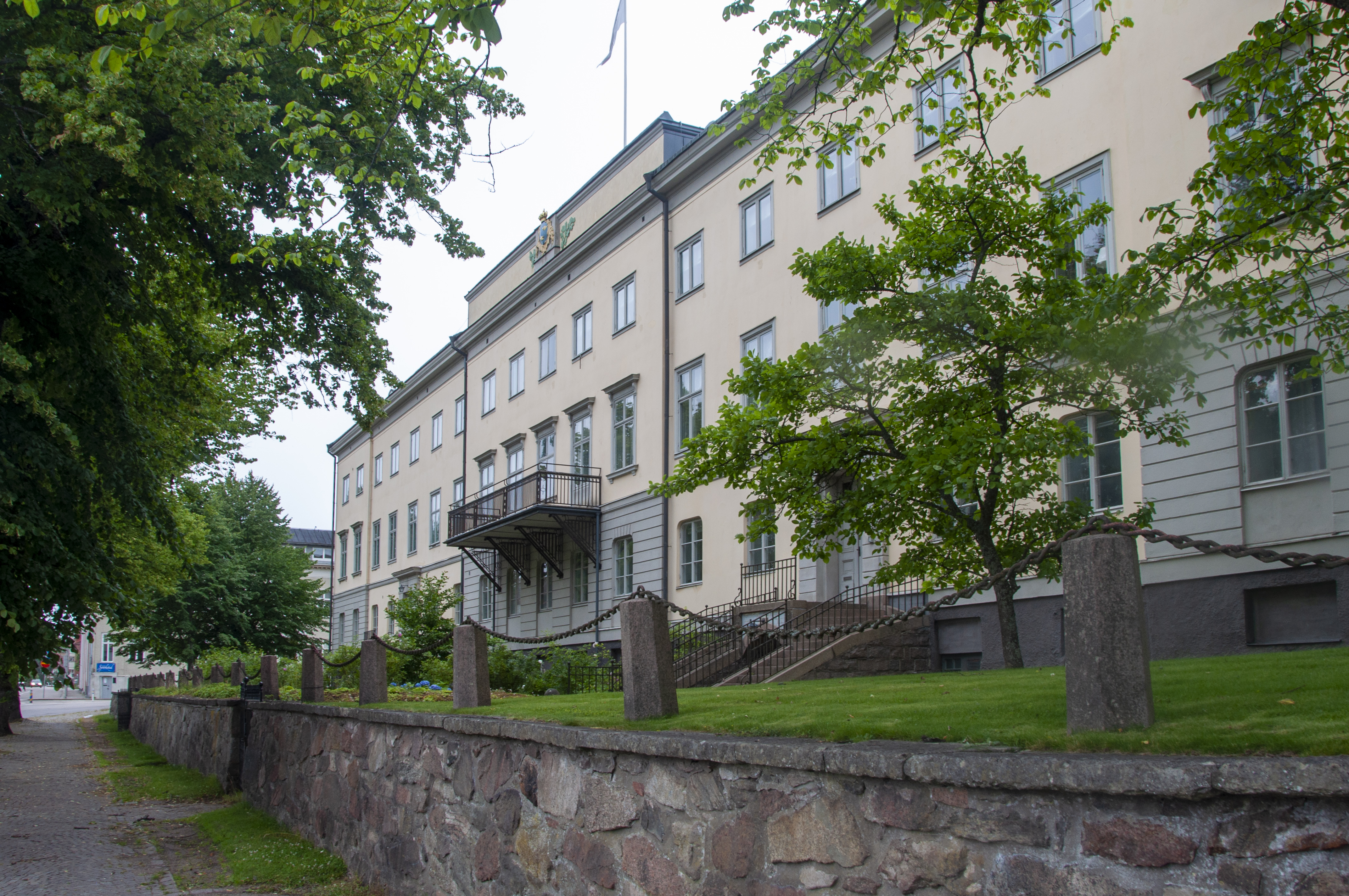
Residenset i Vänersborg (2020).
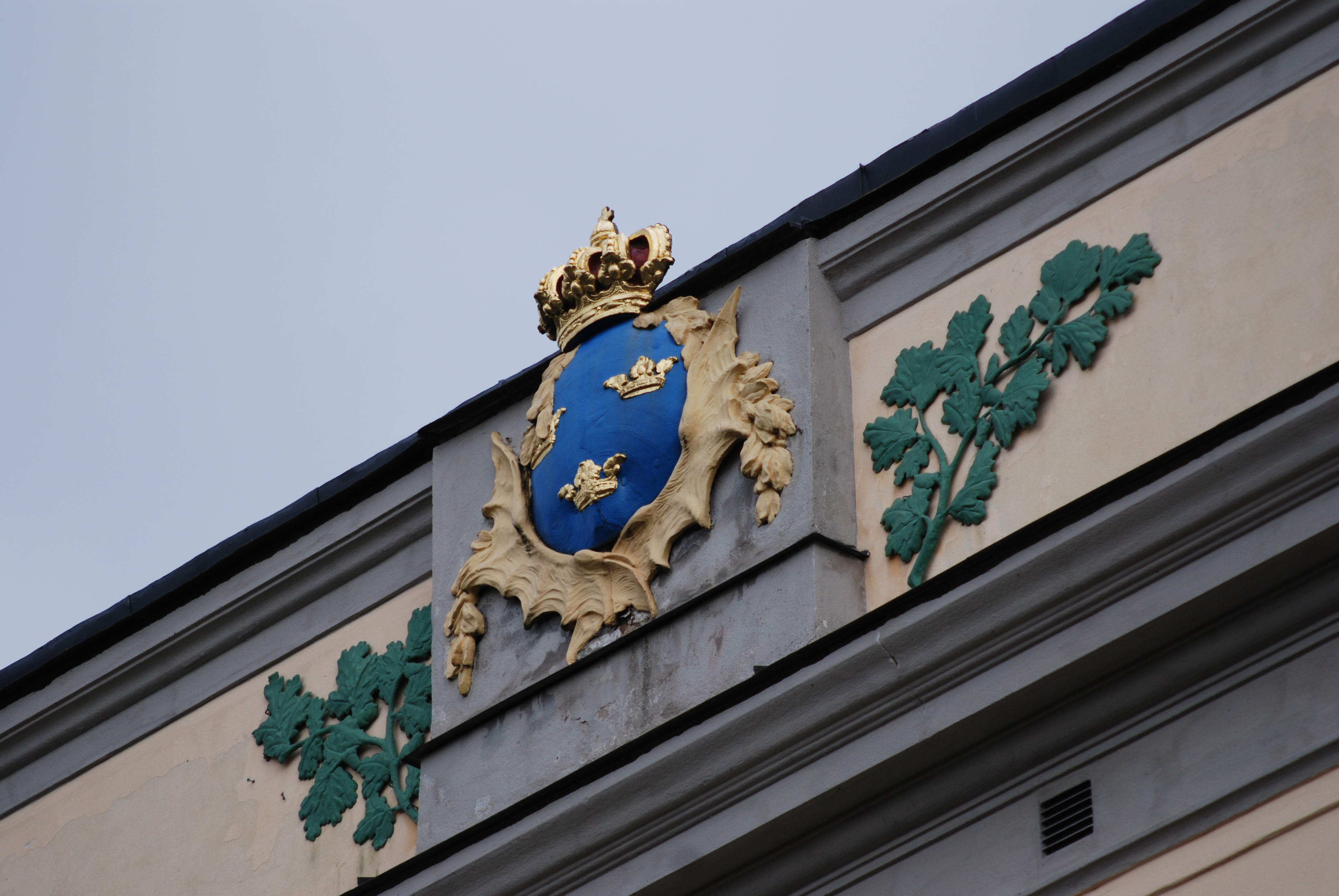
Lilla riksvapnet anbringad på attikan på residensets västra sida (2011).
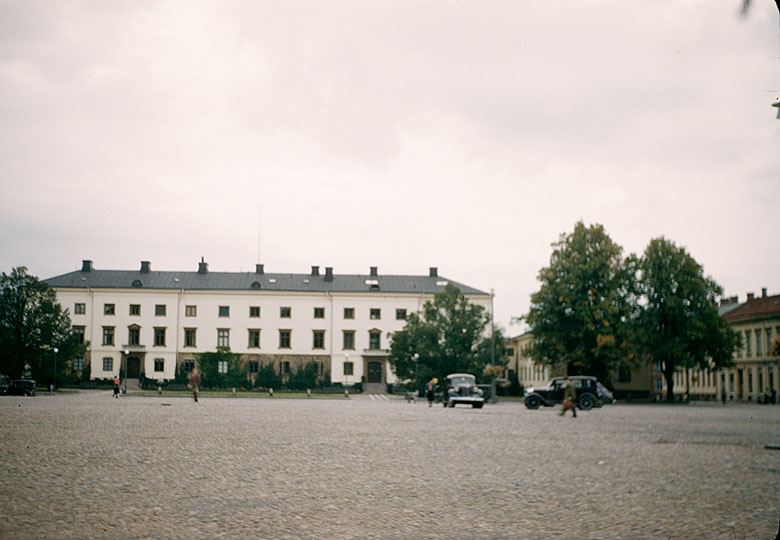
Residenset vid Vänersborgs torg, huvudbyggnaden (hus nr 2) (1947).
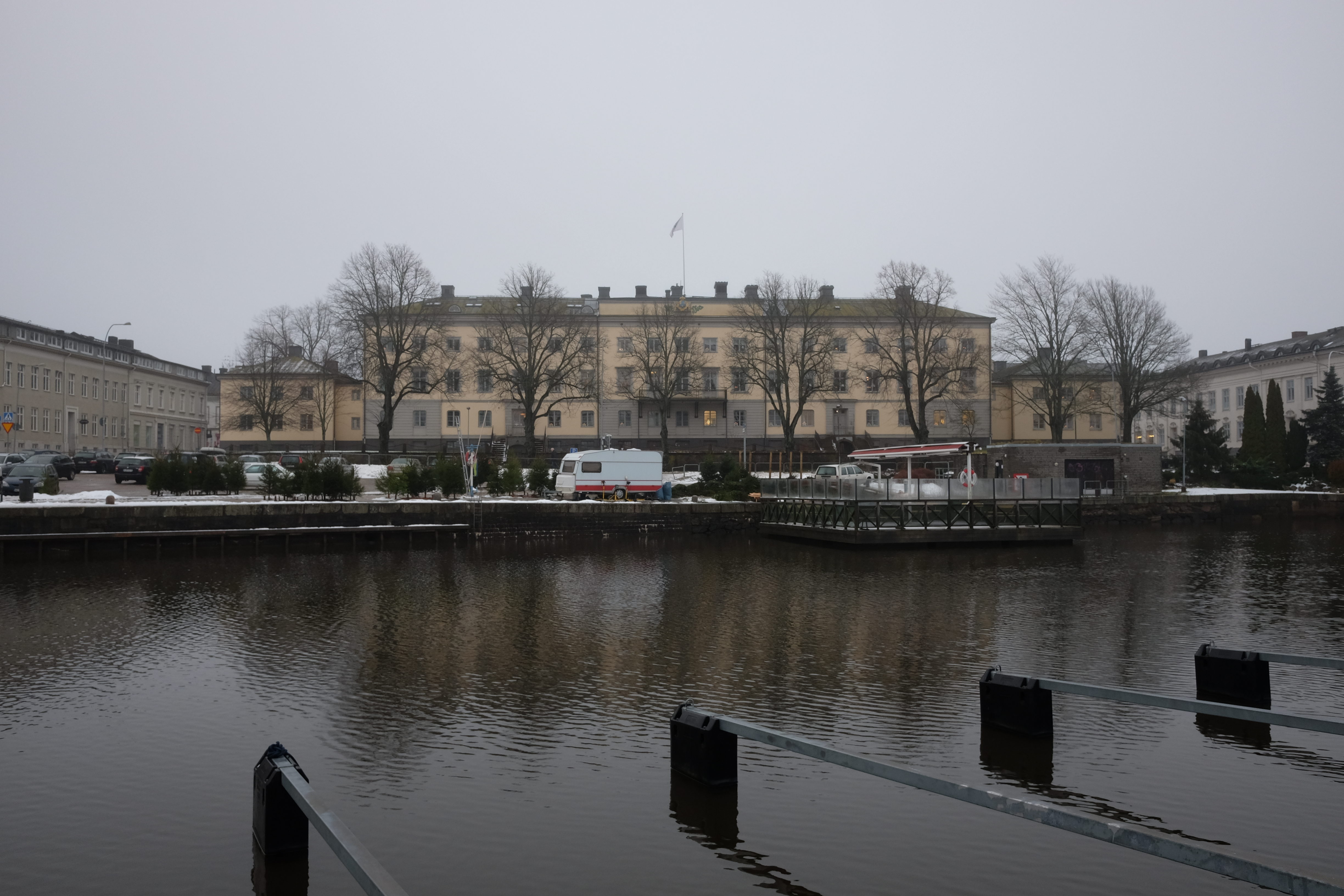
Residenset från älvsidan och Hamnparken (2017).
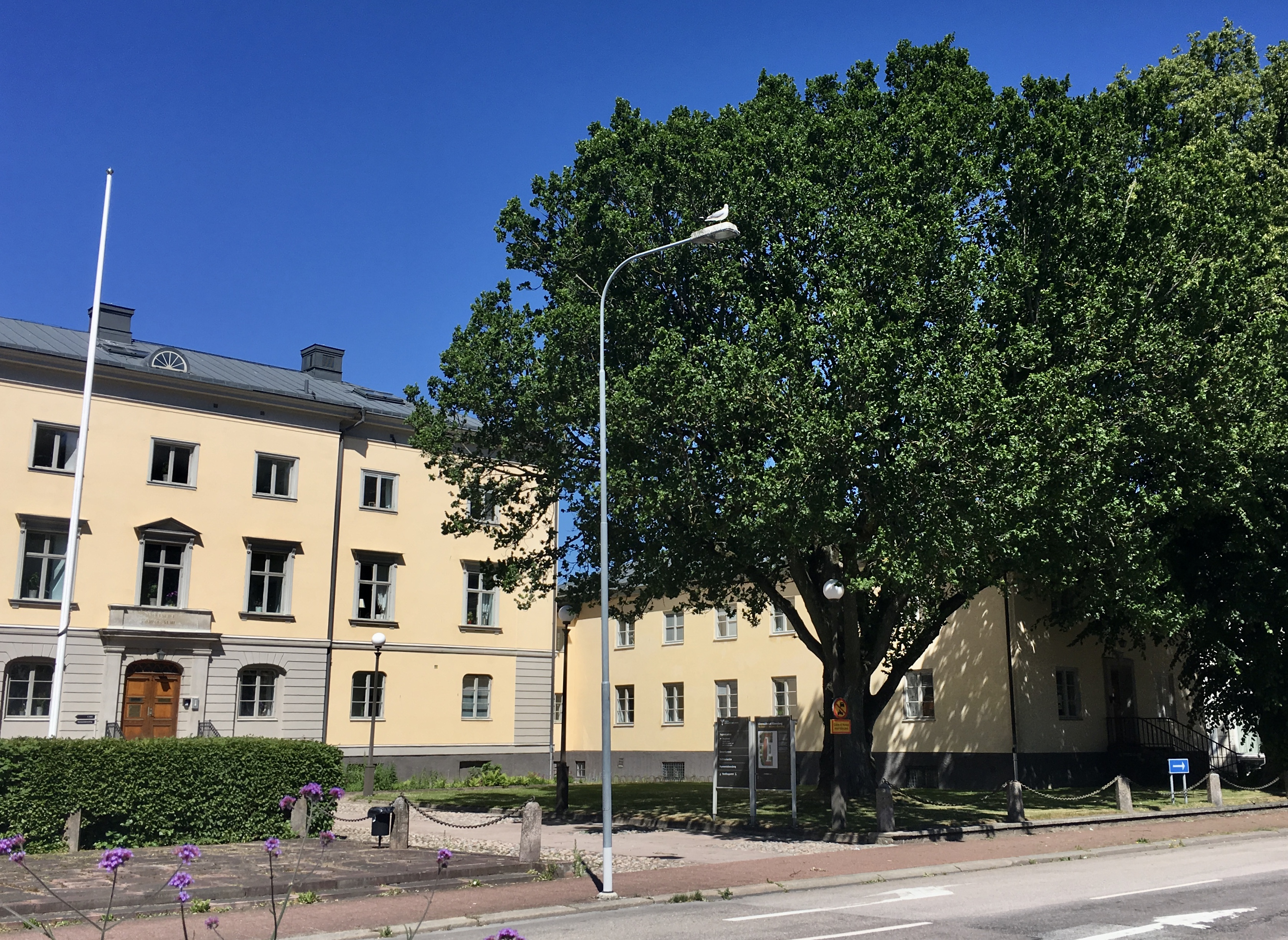
Norra delen av huvudbyggnaden och norra flygeln (2017).